# سعيد آل حمسل
سعيد آل حمسل (بالإنجليزية: Saeed Al Hamsal)‏؛ مواليد 18 أبريل 1996 في نجران ، السعودية، هو لاعب كرة قدم سعودي يلعب لنادي أبها.

## مسيرة اللاعب
لعب سابقاً في نادي نجران.

## الحياة الشخصية
سعيد هو شقيق كل من مفتاح آل حمسل وعبد العزيز آل حمسل ومشعل آل حمسل.

## روابط خارجية
- سعيد آل حمسل على موقع Soccerway.com (الإنجليزية)
- سعيد آل حمسل على موقع كووورة